# Remo na Universíada de Verão de 2021
O remo na Universíada de Verão de 2021 será disputado na  Escola de Esportes Aquáticos de Sichuan (Sichuan Water Sports School), em Chengdu, na China, entre 4 e 6 de agosto de 2023.

## Calendário
O calendário detalhado de competições só será divulgado, oficialmente, em 20 de julho.
| Remo      | Julho | Julho | Julho | Julho | Julho | Agosto | Agosto | Agosto | Agosto | Agosto | Agosto | Agosto | Agosto | Eventos |
| Remo      | 27    | 28    | 29    | 30    | 31    | 1      | 2      | 3      | 4      | 5      | 6      | 7      | 8      | Eventos |
| --------- | ----- | ----- | ----- | ----- | ----- | ------ | ------ | ------ | ------ | ------ | ------ | ------ | ------ | ------- |
| Masculino |       |       |       |       |       |        |        |        |        |        |        |        |        | 7       |
| Feminino  |       |       |       |       |       |        |        |        |        |        |        |        |        | 7       |
| Misto     |       |       |       |       |       |        |        |        |        |        |        |        |        | 1       |
| Total     |       |       |       |       |       |        |        |        |        |        |        |        |        | 15      |

|  | Dia de competição |  | Dia de final |

## Medalhistas

### Masculino
| Evento             | Ouro | Prata | Bronze |
| ------------------ | ---- | ----- | ------ |
| Skiff simples      |      |       |        |
| Skiff duplo        |      |       |        |
| Dois sem           |      |       |        |
| Quatro sem         |      |       |        |
| Oito com           |      |       |        |
| Skiff simples leve |      |       |        |
| Skiff duplo leve   |      |       |        |

### Feminino
| Evento             | Ouro | Prata | Bronze |
| ------------------ | ---- | ----- | ------ |
| Skiff simples      |      |       |        |
| Skiff duplo        |      |       |        |
| Dois sem           |      |       |        |
| Quatro sem         |      |       |        |
| Oito com           |      |       |        |
| Skiff simples leve |      |       |        |
| Skiff duplo leve   |      |       |        |

### Misto
| Evento          | Ouro | Prata | Bronze |
| --------------- | ---- | ----- | ------ |
| Skiff quádruplo |      |       |        |